# Roselène Khezami
Roselène Khezami (en arabe : روزلين خزامي), née le 2 septembre 2001 à Marseille, est une footballeuse internationale algérienne évoluant au poste de défenseure à l'Olympique de Marseille.

## Biographie

### Carrière en club
Roselène Khezami joue dans les équipes de football marseillaises depuis son enfance, à la JO Saint-Gabriel jusqu'en 2012, puis à l'Union sportive Marseille Endoume Catalans jusqu'en 2015 avant de rejoindre l'Olympique de Marseille où elle restera 3 ans.
En 2018, elle devient une joueuse du RC Saint-Denis, où elle dispute ses premiers matchs de deuxième division. Elle rejoint la saison suivante l'US Saint-Malo, disputant trois saisons de deuxième division. En 2022, elle évolue à l'US Orléans, toujours en D2, puis retourne chez son club formateur, l'Olympique de Marseille, à l'été 2023.

### Carrière en sélection
Sélectionnée en équipe de France des U16 aux U17, Roselène Khezami participe au Tour Elite U17 Féminines qualificatif pour l'Euro U17 en 2018.
En septembre 2021, elle est convoquée pour la première fois en équipe d'Algérie par la sélectionneuse nationale Radia Fertoul pour participer à un stage de préparation pour les éliminatoires de la CAN 2022,. Le 18 février 2022, elle honore sa première sélection en tant que titulaire, lors de la défaite 2-0 contre l'Afrique du Sud, au match aller du dernier tour qualificatif pour la CAN 2022.

## Palmarès
- Championnat de France D2
  - Championne en 2025 avec l'Olympique de Marseille

## Statistiques

### Statistiques détaillées
| Saison                | Club                   | Championnat           | Championnat | Championnat | Coupe(s) nationale(s) | Coupe(s) nationale(s) | Algérie | Algérie | Total | Total |
| Saison                | Club                   | Division              | M.          | B.          | M.                    | B.                    | M.      | B.      | M.    | B.    |
| 2018-2019             | RC Saint-Denis         | Division 2            | 7           | 1           | -                     | -                     | -       | -       | 7     | 1     |
| Sous-total            | Sous-total             | Sous-total            | 7           | 1           | -                     | -                     | -       | -       | 7     | 1     |
| 2019-2020             | US Saint-Malo          | Division 2            | 7           | 1           | -                     | -                     | -       | -       | 7     | 1     |
| 2020-2021             | US Saint-Malo          | Division 2            | 6           | 1           | -                     | -                     | -       | -       | 6     | 1     |
| 2021-2022             | US Saint-Malo          | Division 2            | 15          | 1           | 2                     | 0                     | 1       | 0       | 18    | 1     |
| Sous-total            | Sous-total             | Sous-total            | 28          | 3           | 2                     | 0                     | 1       | 0       | 31    | 3     |
| 2022-2023             | US Orléans             | Division 2            | 15          | 1           | 1                     | 0                     | 2       | 0       | 18    | 1     |
| Sous-total            | Sous-total             | Sous-total            | 15          | 1           | 1                     | 0                     | 2       | 0       | 18    | 1     |
| 2023-2024             | Olympique de Marseille | Division 2            | 16          | 1           | 3                     | 0                     | 4       | 0       | 23    | 1     |
| Total sur la carrière | Total sur la carrière  | Total sur la carrière | 66          | 6           | 6                     | 0                     | 7       | 0       | 79    | 6     |

### En sélection

#### Matchs internationaux
Le tableau suivant liste les rencontres de l'équipe d'Algérie dans lesquelles Roselène Khezami a été sélectionnée depuis le 18 février 2022 jusqu'à présent.